# Frederick Robinson, 1. Earl of Ripon

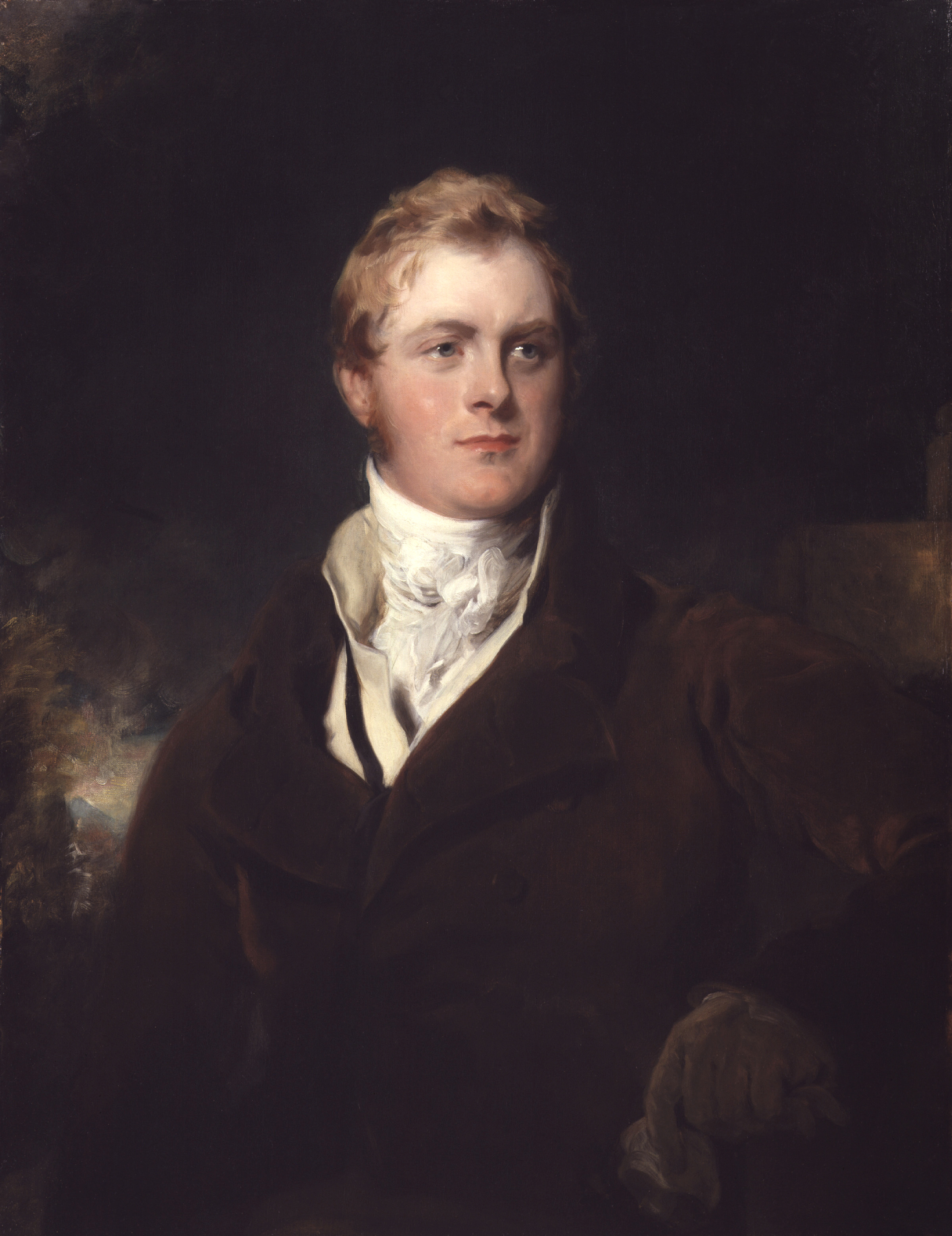
Porträtgemälde von Robinson, Öl auf Leinwand, Thomas Lawrence, um 1824

Frederick John Robinson, 1. Earl of Ripon, 1. Viscount Goderich (* 1. November 1782 in Newby Hall, Skelton-on-Ure, Yorkshire; † 28. Januar 1859 in Grantham House, Putney) war ein britischer Politiker und von August 1827 bis Januar 1828 Premierminister des Vereinigten Königreichs.

## Leben

### Frühe Jahre
Frederick Robinson wurde 1782 als zweites von drei Kindern des Politikers Thomas Robinson, 2. Baron Grantham (1738–1786), und Lady Mary Jemima Grey Yorke (1757–1830) auf dem Landsitz Newby Hall in Yorkshire geboren. Nach dem frühen Tod seines Vaters wurde er von seiner Mutter im Grantham House in Putney großgezogen. Das Erbe seines Vaters und Erbanteile von seiner Großmutter mütterlicherseits, Jemima Yorke, 2. Marchioness Grey, sicherten den Status der Familie finanziell ab und ermöglichten dem jungen Frederick eine seiner Schicht entsprechenden Bildung. Nach dem Besuch einer preparatory school in Sunbury-on-Thames studierte er von 1796 bis 1799 an der Harrow School. Anschließend setzte er sein Studium am St John’s College der University of Cambridge fort und schloss dort 1802 mit einem Master of Arts ab. In Cambridge gehörte er wahrscheinlich zu den besten Schülern. Sein weiterer Ausbildungsweg führte ihn bis 1809 an die Lincoln’s Inn, eine Zulassung als Anwalt blieb allerdings aus.

### Aufstieg als Politiker
Bereits parallel begann Robinson eine politische Karriere, unterstützt durch die Förderung von Philip Yorke, 3. Earl of Hardwicke, einem Verwandten seiner Mutter. Von 1804 bis 1806 war er Privatsekretär Yorkes in Dublin Castle, während Yorke als Lord Lieutenant of Ireland diente. 1806 wurde Robinson für den Wahlkreis von Carlow ins House of Commons gewählt; ein Jahr später wechselte in den Wahlkreis von Ripon. Der zunächst unbekannte junge Politiker manövrierte sich mit moderaten Positionen durch die nächsten Jahre und fiel als talentierter Redner auf. Zunächst ohne bedeutende politische Beziehungen ausgestattet, positionierte er sich in den ersten Jahren meist im Sinne seiner Familie. Im April 1807 lehnte er deshalb eine Position in der Regierung Portland, ab, weil einige enge Familienmitglieder Animositäten gegen Portland pflegten. Er beteiligte sich im gleichen Jahr an einer diplomatischen Mission nach Wien, hauptsächlich wegen seiner Freundschaft zum Delegationsleiter Lord Pembroke. Auf Wunsch von Charles Philip Yorke, Bruder des 3. Earl of Hardwicke, nahm er 1810 eine Position in der Marineverwaltung in der Regierung Perceval an. Parallel begann Robinson aber, immer unabhängiger und eigenständiger zu agieren. Er firmierte zu dieser Zeit im Unterstützerkreis von William Pitt der Jüngere und wurde Protegé von Lord Castlereagh, unter dem er bereits 1809 einige Monate lang Unterstaatssekretär im War Office gewesen war.
Die neuen politischen Verbindungen zahlte sich für Robinson schließlich 1812 aus, als er in der Regierung Liverpool stellvertretender Vorsitzender des Board of Trade wurde. Parallel erhielt er einen Sitz im Schatzamt, tauschte diese Position aber 1813 gegen einen Posten des Paymaster-General. Diese Positionen legten zusammen mit seinem Talent für Verwaltungsangelegenheit, seinem rhetorischen Geschick und dem Einfluss seiner Patrons die Basis für seinen weiteren Aufstieg. 1814 begleitete er Castlereagh als Sekretär auf den Kongress von Châtillon, nach seiner Rückkehr heiratete er Lady Sarah Albinia Louisa, eine Verwandte Castlereaghs und Tochter des 4. Earl of Buckinghamshire. 1815 erlangte er durch seinen Beitrag zur Ausarbeitung des Getreidegesetzes (siehe Corn Laws) größere Bekanntheit, wenngleich er das Gesetz teils auch skeptisch betrachtete. Tatsächlich löste das Gesetz Unruhen aus und führte sogar zu Angriffen auf Robinsons Londoner Haus. 1818 stieg er zum Vorsitzenden des Board of Trade und 1823 zum Schatzkanzler auf. Ungeachtet seines Beitrages zum eher restriktiven Corn Law trug er in diesen Positionen zu einer Liberalisierung des Handels- und Steuerrechts bei. Der so erzielte Haushaltsüberschuss ermöglichte der Regierung neue Investitionen in verschiedenen Bereichen und brachte Robinson den Spitznamen „Prosperity Robinson“ ein. Gleichzeitig besiegelte der politische Aufstieg auch seine Rolle als einer der führenden Politiker der Tories. Erst 1825 / 1826 geriet er in Folge eines Bankensturms und darauffolgender Gesetze in politisch schwierigeres Fahrwasser und bat deshalb im Dezember 1826 Premierminister Liverpool um die Erhebung zum Peer und die damit verbundene Aufnahme ins House of Lords. Damit verbunden war die Hoffnung auf ein politisch ruhigeres Amt.

### Führer im House of Lords, Premierminister
Im Februar 1827 löste der krankheitsbedingte Rücktritt Liverpools eine politische Krise aus. Liverpools Nachfolger George Canning war für viele Tories zu liberal – Robinson gehörte nicht zu seinem engeren Unterstützerkreis, duldete ihn aber –, sodass sich Canning gezwungen sah, eine Koalition mit moderaten Whigs einzugehen. Als erfahrener liberaler Tory-Politiker, der aber nicht zu Cannings direkten Unterstützern gehörte, erhielt Robinson in den nächsten Monaten eine zentrale Position in der britischen Politikers, mit dem Ziel Cannings, sich so weiteren Rückhalt zu sichern. In der Regierung Canning übernahm Robinson das Amt des Secretary of State for War and the Colonies, parallel wurde er am 28. April 1728 als Viscount Goderich geadelt, zog ins House of Lords ein und übernahm für die Regierung Cannings dessen politische Führerschaft. Es gelang ihm aber nur schwerlich, das House of Lords auf Regierungslinie zu halten oder zu bringen, denn Cannings Regierung wurde überparteilich kontrovers diskutiert. Mehrere prominente Politiker im Oberhaus stellten auch Goderichs eigene Politik in Frage. Am 8. August 1827 starb Premierminister Canning überraschend, woraufhin König George IV. Goderich als neuen Premierminister auserkor, schien er doch von seinem Charakter, seinem Hintergrund und seinen politischen Positionen her eine gute Wahl zu sein, die Koalitionsregierung weiterzuführen oder sogar noch zu stärken. Am 31. August 1827 wurde Goderich offiziell ins Amt eingeschworen.
Ungeachtet persönlicher Probleme – seine Frau litt nach ihrer dritten Kindesgeburt an einer schwachen Gesundheit –, der Frage nach dem politischen Rückhalt und der Frage nach der politischen Eigenständigkeit zwischen König und Parlament gelang es Goderich zunächst, die großen Probleme seine Regierung aus dem Weg zu schaffen. Die freien Positionen in der Regierung Goderich konnte er besetzen, unter anderem mit John Charles Herries als neuer Schatzkanzler. Herries war aber eine kontroverse Wahl. Schließlich peilte seine Regierung die Einberufung des Parlamentes für den Januar 1828 an, in der Hoffnung, von den liberalen Kräften in den Kammern des Parlamentes gestützt zu werden. Je näher die Einberufung aber heranrückte, desto mehr deutete sich eine zu starke Koalition aus oppositionellen Whig- und Tory-Politikern an. Am 11. Dezember 1827 bat er darum den König um die Aufnahme von Lord Wellesley (Tories) und Lord Holland (Whigs) in die Regierung, um diese auf eine breitere Basis zu stellen. Aus einer Bemerkung zu seinen persönlichen Problemen und seinen Sorgen, das Amt des Premierministers deshalb nicht richtig ausführen zu können, leitete der König allerdings ein Rücktrittsgesuch ab. Viele Verbündete Goderichs zeigten sich überrascht von dieser Entwicklung und überzeugten zum einen Goderich, das Amt zu behalten, und zum anderen den König, über das augenscheinliche Rücktrittsgesuch hinwegzusehen.
Nichtsdestotrotz stürzte dieser Schachzug Goderichs seine Regierung in die Krise. Zum einen gerieten Informationen über den Brief Goderichs an den König und die Geschichte um das augenscheinliche Rücktrittsgesuch an die Öffentlichkeit, zum anderen sorgte die Pläne zur Ernennung Lord Hollands in Kabinett für eine Kontroverse. Gleich mehrere Minister seiner Regierung drohten ihren Rücktritt an. An einem Streit über die Besetzung eines Postens in einem Parlamentskomitee zu Finanzfragen zeigte sich deutlich, dass die Regierung Goderich in Auflösung begriffen war. Goderich selbst kam zu dem Schluss, den König von diesen Entwicklungen zu unterrichten und wurde daraufhin mit der Regelung seiner Nachfolge beauftragt. Noch im selben Monat wurde er von Arthur Wellesley, 1. Duke of Wellington abgelöst, ohne als Premierminister je dem Parlament Rede und Antwort gestanden zu haben. Mit einer Amtszeit von 144 Tagen gehört er zu den Premierministern mit der kürzesten Amtszeit, nur übertroffen von Liz Truss (44 Tage) und seinem direkten Vorgänger Canning (119 Tage, Stand 2023).

### Front-Bencher, Rückzug und Tod
Goderich erholte sich vergleichsweise schnell vom Ende seiner Amtszeit als Premierminister und deutete schon kurze Zeit später seine Bereitschaft an, in die Regierung seines Nachfolgers einzutreten. Noch im gleichen Jahr versuchte er probeweise, die Führung der Canningites zu übernehmen. Sein vergleichsweise junges Alter gepaart mit seinem großen Erfahrungsschatz und seinem moderaten Liberalismus halfen ihm dabei, sich auch nach 1828 den Status eines Front-Benchers und damit eines führenden Politikers Großbritanniens zu sichern. 1830 übernahm er in der Regierung Grey das Amt des Secretary of State for War and the Colonies, als der er sich für die Abschaffung der Sklaverei einsetzte. Währenden seine eigenen Bemühungen zunächst erfolglos blieben, wurden diese aber von seinem Amtsnachfolger Edward Smith-Stanley, 14. Earl of Derby, aufgegriffen und erfolgreich fortgeführt. Ironischerweise war es Goderich selbst, der das Gesetz durch das House of Lords bringen musste. Zwischenzeitlich hatte Goderich 1833 das Ehrenamt des Lordsiegelbewahrers erhalten und war zum Earl of Ripon erhoben worden. Seine Hoffnungen auf ein politisches Amt mit Einfluss und die Aufnahme in den Hosenbandorden erfüllten sich dagegen (zunächst) nicht. 1834 trat er aus Protest gegen die Religionspolitik der Regierung Grey in Irland als Lordschatzmeister zurück. Im Dezember 1836 trat er formal der Conservative Party bei.
1840 tat sich Ripon als Kritiker der Wirtschaftspolitik der Regierung Melbourne hervor und kehrte daraufhin ein Jahr später als Teil der Regierung Peel an die Spitze des Board of Trade zurück. In dieser Position reformierte er die von ihm knapp zwanzig Jahre früher eingesetzten Corn Laws, setzte das Customs Bill auf und setzte die Einkommenssteuer neu auf. Seine Bemühungen um Handelsabkommen besonders mit europäischen Mächten blieben dagegen erfolglos. Im Mai 1843 wechselte er auf die Position des Präsidenten des India Board. Drei Jahre später betrieb er im House of Lords die endgültige Abschaffung der Corn Laws voran. Kurz danach trat er aus der Regierung zurück und hielt ein Jahr später seine letzte Rede im House of Lords. Danach zog er sich ins Privatleben zurück. Er starb im Januar 1859 im Alter von 76 Jahren im Grantham House in Putney. Er hinterließ seine Frau und sein von drei Kindern einziges überlebendes Kind, George Robinson, 1. Marquess of Ripon, und wurde auf dem Gelände von Nocton Hall in Lincolnshire beigesetzt. Heute gehört er zu den unbekanntesten Premierministern der britischen Geschichte.